# Have a Little Faith in Me
"Have a Little Faith in Me" é uma canção escrita e interpretada pelo cantor norte-americano John Hiatt, que está presente em seu álbum de 1987, Bring the Family. Sua versão da música apareceu em diversas trilhas sonoras como, Olha Quem está Falando Agora (1993), Benny e Joon (1993), Livre para Voar (1998), Cake (2005), Amigos, Amigos, Mulheres á Parte (2008), O Amor Acontece (2009), Father Figures (2017) e Benjie (2017).
O single foi incluído em todas as suas coletâneas de sucessos, incluindo The Best of John Hiatt, que ganhou uma nova versão.

## História sobre a Música
A canção foi a primeira composição de Hiatt, e foi inspirada em seus inúmeros problemas pessoais, como vicio em drogas e álcool, que contribuiu para a crise em seu casamento e sua demissão de antigas gravadoras. A tentativa original de Hiatt de gravar a música aconteceu no estúdio de um amigo, e seria usado vários instrumentos, no entanto, a gravação foi interrompida por problemas técnicos. Na manhã seguinte, Hiatt foi informado de que sua esposa havia se suicidado. O cantor atribui os problemas técnicos com a gravação como um sinal de que a música não deveria ser ouvida como um lamento, e sim como uma mensagem de esperança, então abandonou a produção que contaria com vários instrumentos, e gravou apenas com o acompanhamento de um piano.[carece de fontes?]

## Versões
Vários artistas regravaram a música desde seu lançamento:
- Bill Frisell lançou uma versão instrumental em seu álbum de 1992.
- Delbert McClinton gravou sua versão em 1992 para o álbum Never Been Rocked Enough.
- A banda eletrônica neozelandesa Strawpeople gravou sua versão em 1992 para o álbum Worldservice.
- Joe Cocker gravou sua versão em 1994, para o álbum Have a Little Faith.
- A cantora Jewel gravou um cover para a trilha sonora do filme Phenomenon de 1996.
- O finalista do X Factor no Reino Unido, Daniel Evans, gravou a música para o seu álbum de estreia de 2010, No Easy Way.
- Jon Bon Jovi e a atriz Lea Michele regravaram em 2011 para a trilha sonora do filme Noite de Ano Novo.
- Ganhou uma nova versão na série americana Nashville, sendo cantada por Maisy Stella e Will Chase, no episódio 19 da terceira temporada. Foi lançado como single e incluído no álbum The Music of Nashville: Season 3, Volume 2.[3]

## Versão Mandy Moore
"Have a Little Faith in Me" é o primeiro single do quarto álbum de estúdio da cantora norte-americana Mandy Moore, Coverage, lançado em 2003. Moore admitiu publicamente que a música original é uma de suas favoritas. Em 2004, o selo incluiu a música na primeira coletânea da cantora, The Best of Mandy Moore.

### Videoclipe
O videoclipe foi dirigido por Christopher Mills, com quem Moore trabalhou pela primeira vez.

### Singles
CD single EUA
1. "Have A Little Faith In Me" (Album Version) — 4:03
2. "Have A Little Faith In Me" (Ford Remix) — 3:59

Digital download
1. "Have a Little Faith in Me" - 4:03

### Desempenho nas Paradas
"Have a Little Faith in Me" não teve grande impacto nos Estados Unidos, alcançando a 39ª posição na Billboard Pop Songs. O single vendeu 1.000 cópias físicas e 45.000 downloads digitais, de acordo com a Nielsen Soundscan.
| Paradas Musicais (2003) | Posição |
| ----------------------- | ------- |
| Billboard Pop Songs     | 39      |
| Ucrânia FDR Pop Charts  | 14      |